# Farman F.50
Farman F.50 là một loại máy bay ném bom đêm chiến thuật hai động cơ của Pháp, do hãng Farman thiết kế chế tạo cho Không quân Pháp.

## Biến thể
F.50
F.50P

## Quốc gia sử dụng
Pháp
- Air Union (F.50P)
- Compagnie des Grands Express Aériens (F.50P)
- Không quân Pháp

 Nhật Bản
- Lục quân Đế quốc Nhật Bản

 México
- Không quân Mexico

## Tính năng kỹ chiến thuật (F.50)

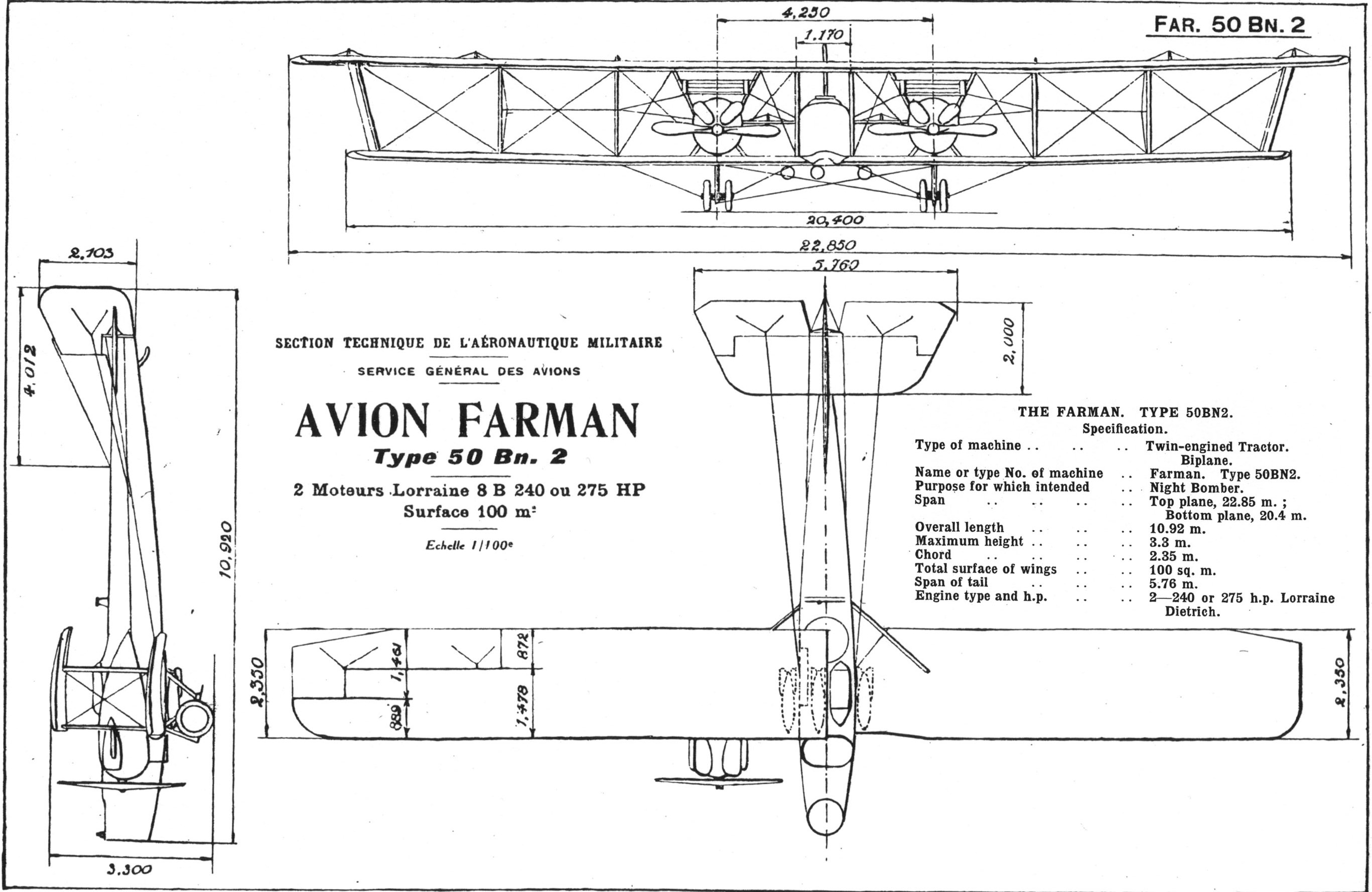
Farman F.50

Dữ liệu lấy từ The Illustrated Encyclopedia of Aircraft (Part Work 1982-1985), 1985, Orbis Publishing, Page 1736/7
Đặc điểm tổng quát
- Kíp lái: 3
- Chiều dài: 10.92 m (35 ft 10 in)
- Sải cánh: 22.85 m (74 ft 11½ in)
- Chiều cao: 3.30 m (10 ft 10 in)
- Diện tích cánh: 101.60 m2 (1093.6 ft2)
- Trọng lượng rỗng: 1815 kg (4001 lb)
- Trọng lượng có tải: 2120 kg (6878 lb)
- Powerplant: 2 × Lorraine 8Db kiểu động cơ piston 8 xy-lanh, 205 kW (275 hp) mỗi chiêc

Hiệu suất bay
- Vận tốc cực đại: 150 km/h (93 mph)
- Tầm bay: 420 km (261 dặm)
- Trần bay: 4750 m (15.580 ft)

Vũ khí trang bị
- 2 x súng máy 0.303in (7,7 mm)
- 8 x quả bom 40kg (88lb)